# As Forcas Caudinas
As Forcas Caudinas é uma peça teatral escrita por Machado de Assis em sua juventude (1865), que permaneceu inédita durante sua vida e cujo manuscrito foi descoberto em 1953 por Eugênio Gomes na Biblioteca Nacional do Rio de Janeiro, entre os velhos papéis do Conservatório Dramático, e publicado em 1956. A trama serviu de base para o conto "Linha reta e linha curva", publicado em 1870 nos Contos Fluminenses.
A expressão "forca caudina" ("forca" no sentido de desfiladeiro e "caudino" referindo-se à antiga cidade samnita de Cáudio) designa uma "humilhação". Passar pelas forcas caudinas = Ser humilhado.

## Enredo
A peça transcorre em Petrópolis e gira em torno de um conluio para fazer com que Tito, que declara preferir uma partida de voltarete a um “amor que se oferece”, se apaixone pela duplamente viúva Emília. Na Batalha das Forcas Caudinas os romanos sofreram uma derrota humilhante, portanto o termo significa, figurativamente, uma humilhação.